# Jovens do Prenda
Els Jovens do Prenda són un grup-orquestra d'Angola creat el 1968 al barri de Prenda a Luanda i fou un dels primers grups angolesos en obtenir reconeixement internacional internacional.

## Orígens
Os Jovens do Prenda van sorgir en 1968 amb el nom Jovens do Catambor, passant a finals del mateix any a anomenar-se Jovens da Maianga i finalment en 1969 prenen la designació actual. El nom el suggereix Manguxi, un empresari de Sambizanga que era propietari del Saló Braguês i que els llogava instruments, com a senyal de distinció d'origen del barri de Luanda.
El grup el van formar entre altres Manuelito Maventa, (guitarra elèctrica), Zeca Kaquarta, (tambor), Napoleão, (Pwita) i Juca, (dikanza). José Keno, el guitarrista, va entrar més tard procedent dels Sembas, i va formar part de la primera formació amb Zé Gama (baix elèctric), Luís Neto (veu), Kangongo (tambor baix) i Chico Montenegro (tambor solista). El grup era reconegut per tenir una sonoritat exclusiva, obtinguda de la fusió dels ritmes locals amb forta influència del guitarrista congolès Dr. Nicó.
Després d'estar absents entre 1974 i 1981 van tornar a aparèixer al panorama musical amb el seu primer àlbum Música de Angola, Jovens do Prenda, posteriorment reeditat amb "Mutidi". Hi participaren Zé Keno (viola solo e voz), Alfredo Henrique (guitarra elèctrica), Carlos Timóteo (baix), Avelino Mambo (bateria), Zecax (veu), Massy (saxofon), Fausto (trompeta), Verrynácio (tumbas), Chico Montenegro (bongos i veu), Luís Neto (Dikanza) i Gaby Monteiro (percussió i veu). El segon disc, Samba-Samba, fou editat el 1992 després que Gaby Monteiro deixés el grup, que quedaria format per Manuel Prudente Ramos Neto "Joca", (viola sol), Carlos Timóteo "Calily", (baix), Zé Luís (viola ritme), Charles Mbuia (contra sol), Manuel Vicente (tumbes), Patrício Smoke (bateria), Luís Neto i Chico Montenegro (veus), Conceição Alves Alberto (trompeta) i Luís Massy (saxofon).
El grup va patir nombroses remodelacions, però s'ha mantingut actiu des d'aleshores.

## Discografia
- Mutidi, (1982, IEFE, Discos, Intercontinental Fonográfica, Lda)
- Samba-Samba, (1992, Endipu-UEE, Empresa Nacional do Disco e Publicações)
- Kudicola Kwetu, (2003)
- Iweza, (2010)